# 麻族
麻族是越南官方認定的54個民族之一，主要分布在越南中部高原的林同省，根據2009年人口普查，越南境内的麻族人口為41,405人。
麻族擁有豐富的民間故事，包括許多古老的故事、神話與傳說。

## 民族分佈、人口與語言

### 民族分布與人口

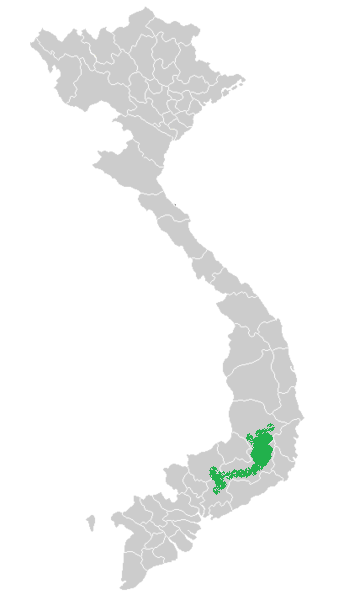
麻族分佈圖

在1999年人口普查中人口數為33,000人，2009年成長到41,405人。
傳統上分布在越南中部高原地區的，根據2009年越南人口普查，麻族主要分佈於林同省（31 869人，佔麻族總人口的77.0%）、多樂省（6456人）、同奈省（2436人）、少數分佈於平福省（432人）、胡志明市（72人） 。

### 語言
麻族使用越語與麻語，根據「民族語」在1999年所作的調查，目前有30,000人使用本民族語言麻語。。

麻語的語言系屬分類為：
- 南亞語系（Austro-Asiatic）
  - 孟高棉語族（Mon-Khmer）
    - 東孟高棉語族（Eastern Mon-Khmer）
      - 巴拿語支（Bahnaric）    
        - 南巴拿語支（South Bahnaric）
          - Sre-Mnong（Sre-Mnong）
            - Sre（Sre）

有時候麻語也被認為是一種格賀語的方言。

## 地理環境

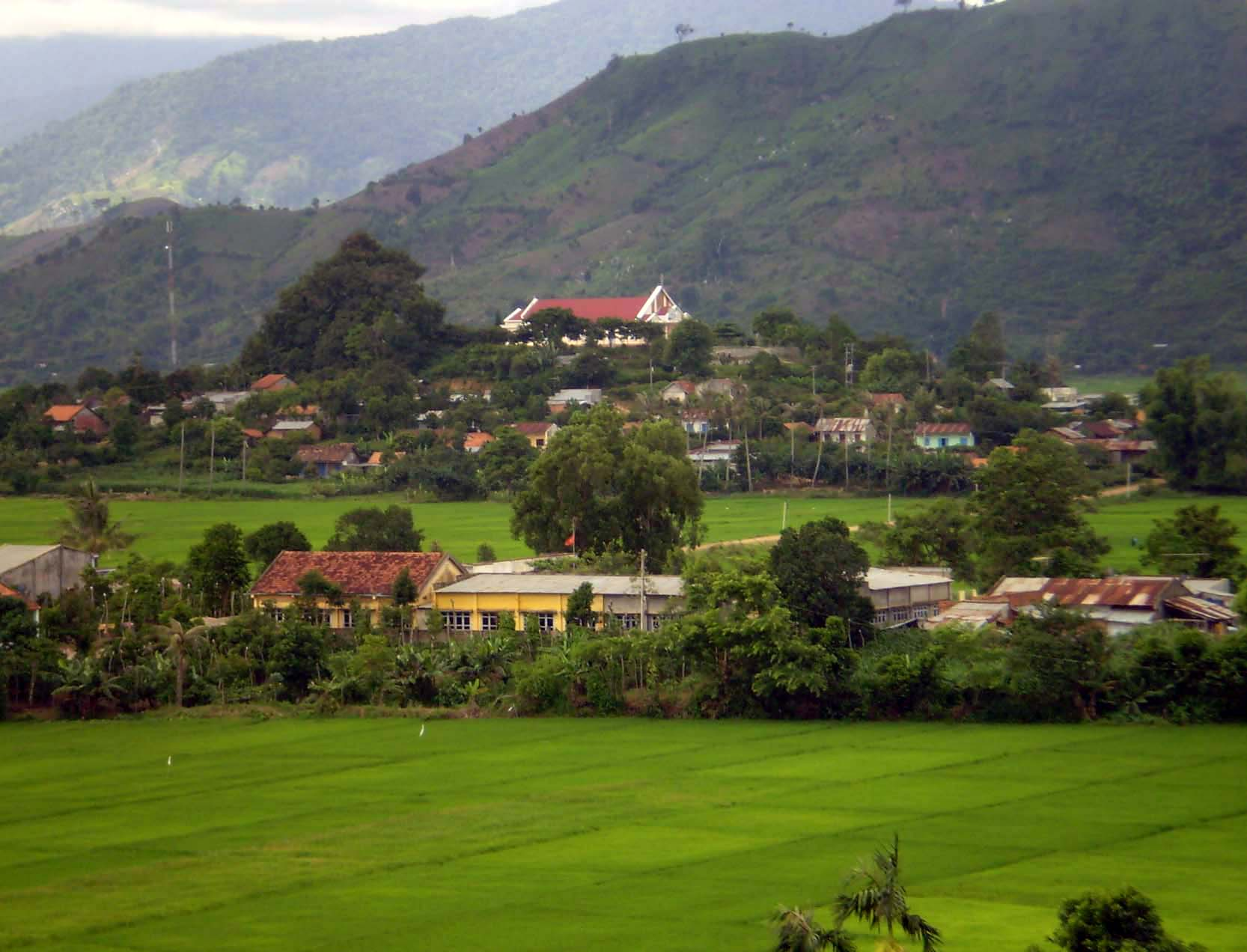
多樂省村落，四面環山的地理環境

### 地形
麻族分佈於越南中部高原地區南段，居住在數個高原綿延的地區

### 氣候
受熱帶季風氣候的影響，雨季與乾季分明，雨季通常在每年的五月到十一月，乾季從十二月到翌年四月。溫度因地形高度而異，隨高度升高而降低。平均氣溫攝氏18至25度，常年溫和涼爽，平均年降雨量1750至3150毫米，平均年相對濕度85%至87%。

## 歷史沿革
很久以前，在越南中部高原南部和越南東南部，一個「麻公國」可能存在著於高棉人的真臘王國與占族的占婆王國之間。許多民間傳說描述麻族對於占族不屈不撓的鬥爭。許多麻族居住地的老地方的名稱存在於麻語的字根裡。
在歷史的長河中，麻族可以大略分為四個不同的亞族：麻 Ngan、麻 To、麻 Krung與麻 Xop。
- 麻 Ngan

在大東河流域是他們的人口聚集中心帶。位於保林縣(huyện Bảo Lâm)東北部與多蝶縣(huyện Đạ Tẻh)北部.
- 麻 To

他們的居住區域位於 La Nga河上游Blao高原上。他們和相鄰的Co Ho人有許多關係。
- 麻 Krung

Krung是一個麻族村落的名稱，是一支世居於平原的麻族氏族名稱演變而來。居住於Blao高原西南部，一直延伸到同奈省定館縣遠離了麻族社會中心。
- 麻 Xop

此群體住在Loc Lam區的Loc Bac山麓地區與Loc Tan communes。

## 社會、家庭與婚姻

### 社會
麻族稱自己的住宅單位為bon，他們是類似於其他族群的村莊和小村莊。在麻族的傳統社會中，一個村莊通常只維持15到20個耕種季節，當本地的耕地開始貧瘠，人們便離開去尋找新的土地。他們生活在沿河流或小溪的小規模村莊，每個村莊通常只有一個或幾個吊腳樓。這些房子通常位於相距越遠與隔開的孤立小村莊。每個小村莊都有幾個大家族居住在長屋的吊腳樓上和小家庭居住短屋的在吊腳樓上。

### 家庭與婚姻
目前麻族的婚系制度處在過渡階段，從母系制向父系制發展。在婚姻關係上，新郎主動提婚，但婚禮結束後，新郎必須留在妻子家裡，直到聘禮與價取勞役全部給付完成，才能永久娶回妻子。。近年來，麻族漸漸建立了牢固的父權制，在婚姻和家庭上表現出來。

## 產業與生活

### 產業

#### 耕作
水稻與蔬菜為麻族的主要食物來源，稻米被稱為媽媽飯（mother rice），水稻的種植通常伴隨著玉米、絲瓜、南瓜，瓜類、豆類、棉花、辣椒與煙草。
耕地被分為新田與舊田，第一年耕作僅種植水稻的被稱為新田，從第二個種植季節開始，耕地即被認為是舊田。

#### 植栽
麻族在居住房舍附近種植香蕉、菠蘿蜜、木瓜、芋頭、高粱。在一些地方，他們也種植桑葚，綠茶，咖啡等農作物。

#### 畜牧
麻族的畜牧並不發達，他們養殖數量有限的水牛、牛、豬、羊、雞、鴨，主要用於在祭祀禮儀，有時也會被屠宰來服務遠道而來的客人。 

#### 狩獵、漁獵、採集
在收穫後的閒暇時間，麻族經常從事狩獵、採集和漁獵，這為他們的每日例餐提供更多的糧食。
- 狩獵

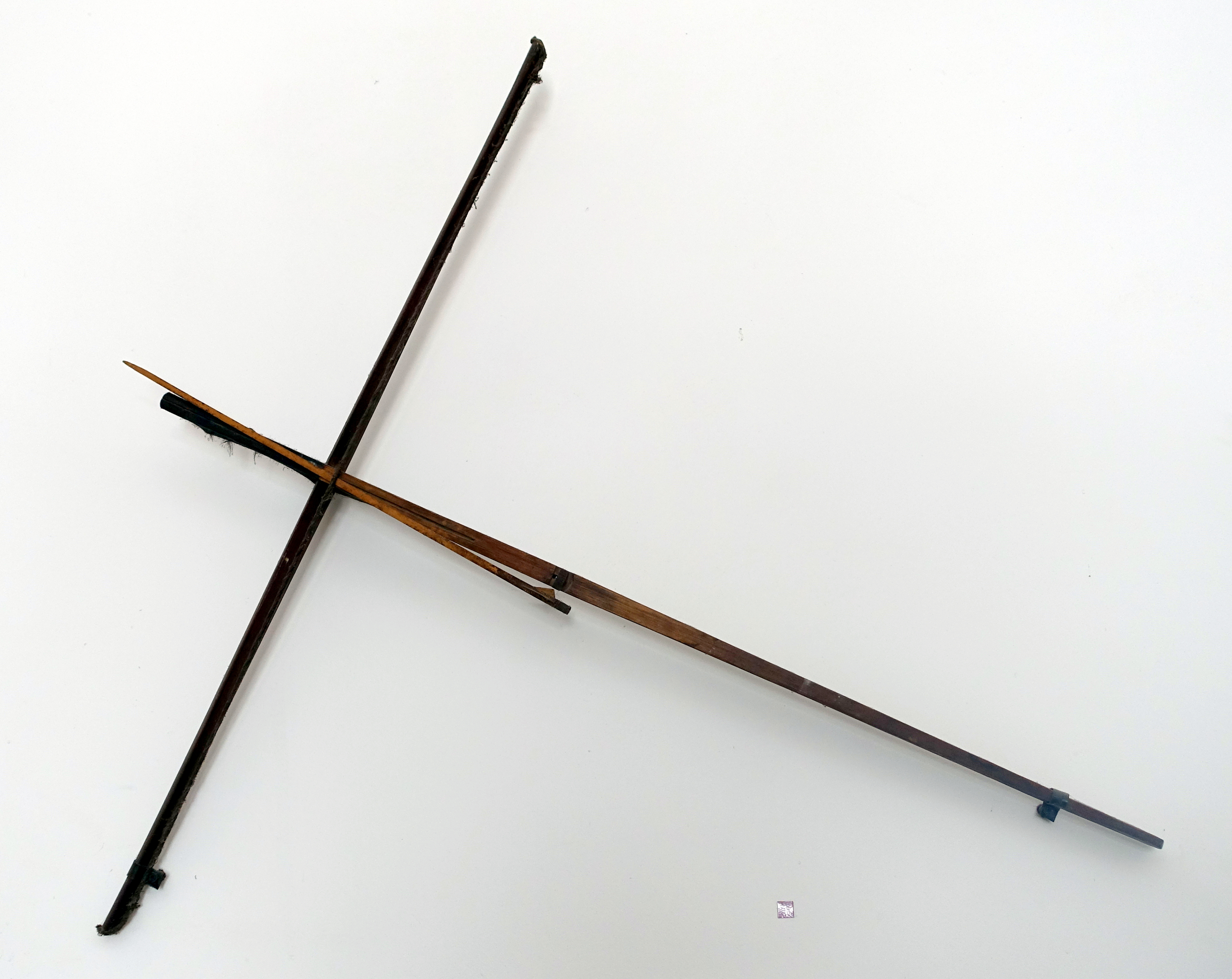
展示於越南民族學博物館的麻族弩弓

在旱季的結束和雨季的開始，男人們組織成隊群進森林打獵。
- 漁獵

麻族乘坐獨木舟在河流與湖泊進行漁獵，使用標槍刺魚、以麻製的網捕獲魚群。
- 採集

採集活動由婦女組織隊群的方式常年進行,她們背著籃子在背上攜帶刀具尋找蔬菜、竹筍、根莖類和野果，此外，野雞蛋，鳥蛋，螞蟻蛋，年輕的蜜蜂和昆蟲可以食用。她們也用籃子沿著河流和溪流抓蝦、魚、蝸牛和蚌類。

#### 工藝
麻族的製作工藝可分為五個主要類型：編織、紡紗織造、製陶、鍛造、木工。編織及製陶是由婦女從事，而其他的作業由男性勞動者從事。長期以來，麻族的織品在中央高地南部小有名氣，因為它耐用而且美觀，以精美、複雜的裝飾圖案，創造一個和諧的佈局。

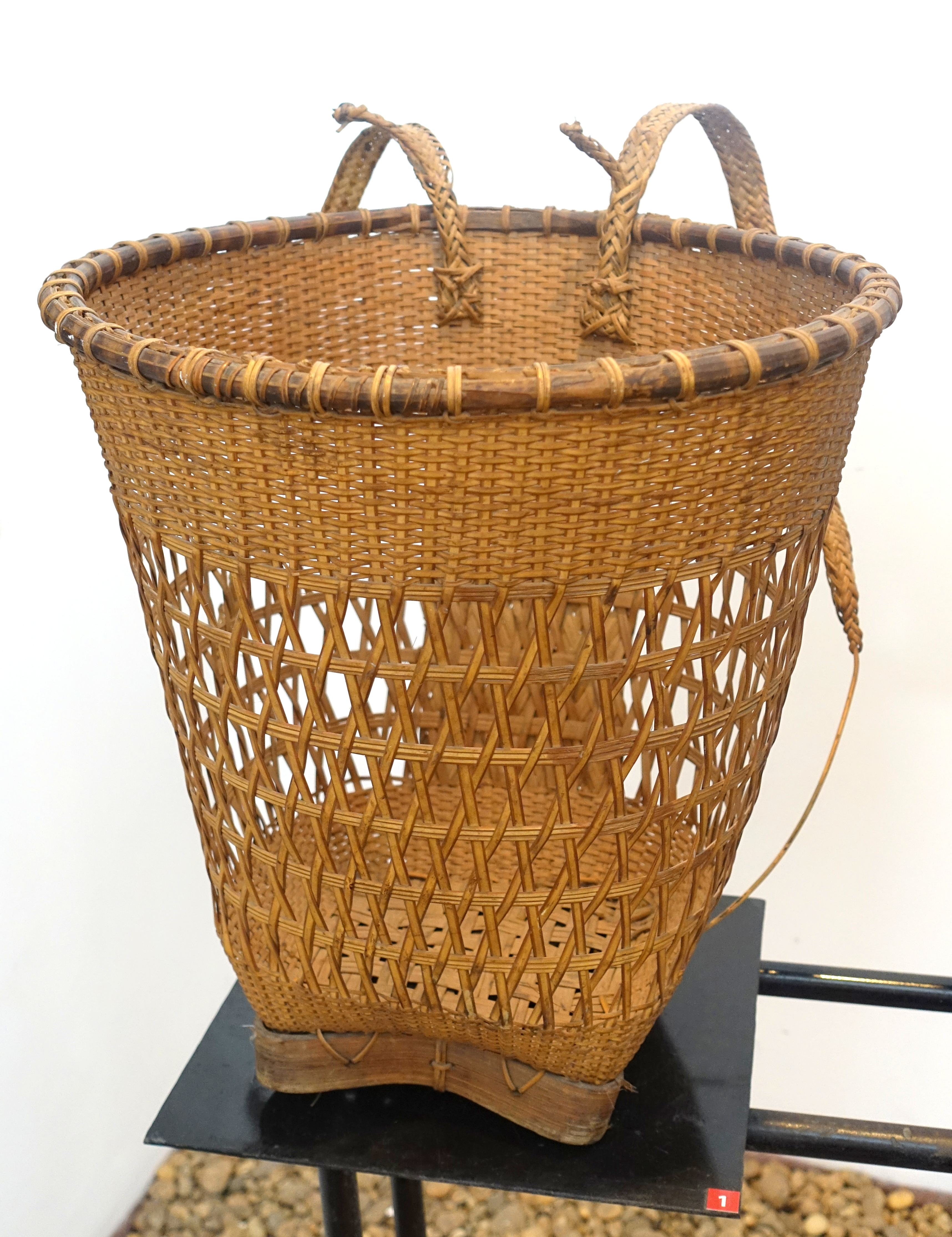
展示於越南民族學博物館的麻族背籃

### 生活

#### 飲食
麻族人們每天有兩餐正餐：早餐和晚餐，除此之外，他們也在下午享用點心。早上．麻族人進入去農田或森林工作前，會先吃第一餐，主要是以砂鍋或盆子將稻米煮成米飯搭配蔬菜，並佐一盤以鹽巴及辣椒為主，混合生薑、大蒜、檸檬草和山胡椒的香料盤。
當有客人來臨或大型派對時，會殺豬來準備菜餚，常見於麻族社會的料理方式為水煮豬肉佐鹽與胡椒，或是將肉切片，醃製後在熱炭火上面烘烤或以葉子包裹在炭灰燼裡加熱。豬骨頭則以悶燉的方式使之產生原汁與蔬菜一起煲成美味的湯。餐後．所有老的少的、男人和女人、主人和客人會輪流喝酒。 
傳統上，麻族以泉水作為飲用水，並且被保存在葫蘆裡，如今，沸水的觀念已日趨普及。

#### 服飾

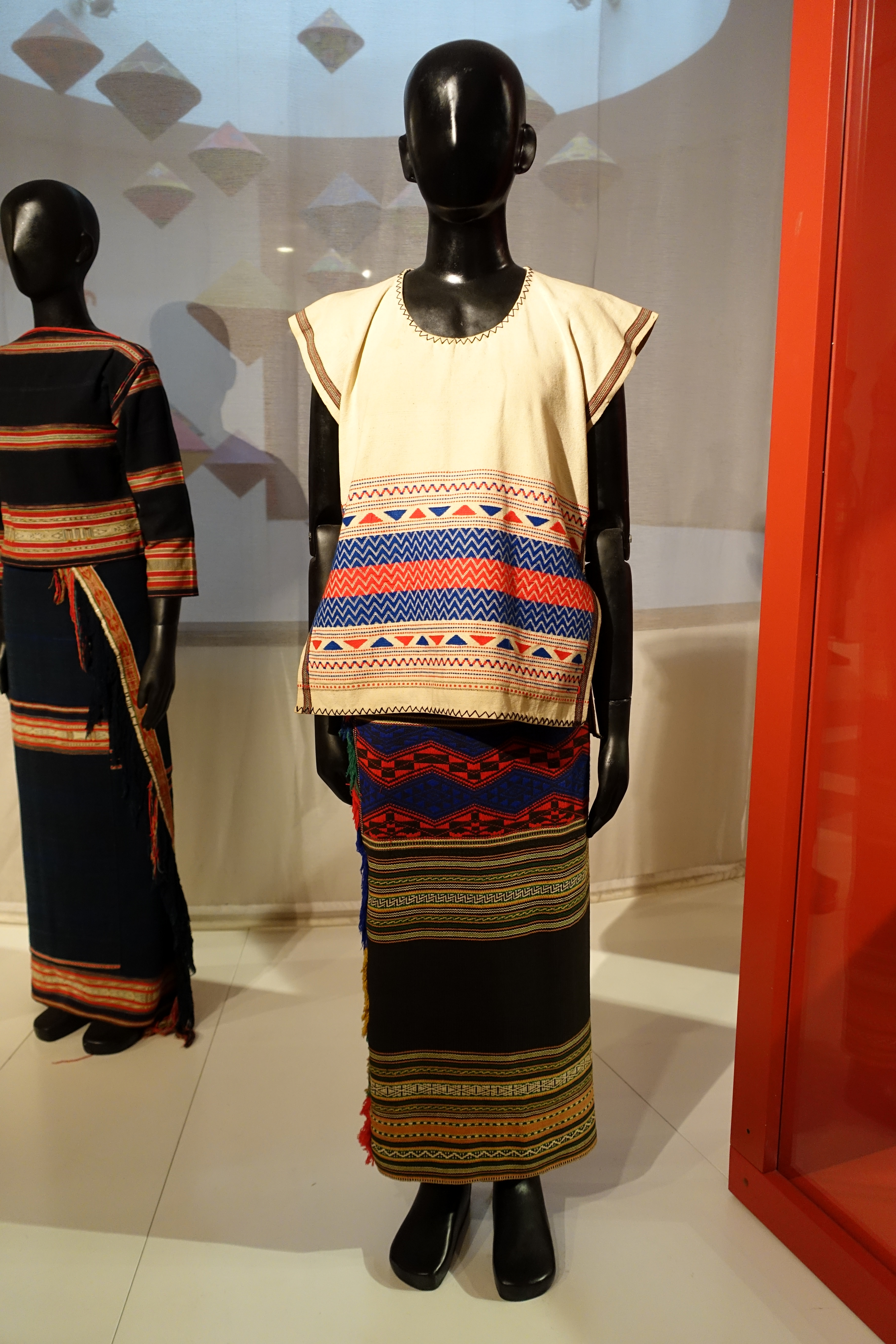
展示於越南民族學博物館的服裝

在歷史的長河中，由於自然和社會條件，中部高原的各原住民族區域發展出共同的服裝和飾品形式，麻族為其中之一。
麻族以麻製衣物為主，覆蓋身體下半部的部分特別受到關注。麻族女人穿著棉織物製成的長方形裙子從纏腰至下腳踝附近。男人的典型的衣服是纏腰，然後透過腹部、螺旋紋下降至膝蓋前的窄布條覆蓋住生殖器部位。至於上半身，男人和女人一樣穿無袖套頭衫，最典型的是白色的、上面有三角型的圖騰，後面的部分比前面更長。而在家裡，無論男女老少皆裸露上身。
當天氣寒冷時，男人和女人通常會捂上雙肩帶的編織毛毯。

## 信仰與習俗
麻族信奉多神論與萬物有靈論，他們有強烈的信仰，因為在他們周遭的自然世界上有許多神蹟發生。
麻族人沒有姓氏，但每個麻族家庭裡都有一個地方是專門用來祭拜祖先的，有許多麻族人可以透過家譜往前追溯好幾十代。

### 禁忌
在麻族社會中，在許多場合中都有禁忌，例如喪禮，或是在特殊的情況中也因為迷信的原因而有禁忌，當麻族進行山田燒墾時、砍伐樹木建造房屋時，如果他們聽到鹿的聲音接近、或是看到蛇在地上爬行、或者看見黃鼠狼從樹跳躍到地面、或是夜行性的猴子成群結隊，他們就必須立即停止工作、回家，即使他們快要完成工作了。

### 神靈系統
主要的神靈系統圍繞著農業活動，他們依據水稻的耕作制定了定期的儀式時間表，隨著農業上的不同的階段祭祀獻祭，準備供品供奉稻米之神、森林之神、山神、石神、房屋之神和火神。
- RDEN：相傳RDEN是太陽女神的兒子，教導麻族人怎麼打鐵，使農用的工具更加銳利，不但提高耕作時的效率，也加速了麻族社會的發展。因此，RDEN被稱為鍛造的創始人。
- YANG：麻族認為Yang Ndu是他們的創造者，在農忙的季節，從農曆的三月或四月一直持續到年底，麻族有好幾十項敬拜Yang的儀式，祈求雨水和陽光能風調雨順，使莊稼生長茂盛、人與動物都能健康地生長。
- 無形的力量：有一種邪惡的無形力量叫做cha或是chac，總是潛伏著嘗試在不同點去傷害人。

麻族人認為，多虧了水稻女神，使麻族的後代生活有了保障。他們也感激森林之神，使他們的土地肥沃，並防止動物破壞森林裡的作物。火神不但幫助麻族人清潔田地、使田地更加肥沃，更磨銳了農用工具，以增加耕種效率。水神給予麻族適當雨水，使作物能成長得更好。

### 崇拜儀式
在喜慶場合上，麻族會崇拜神，例如：婚禮、生日、新的房屋建造完成和購買有價值的資產。在令人不太愉快的場合裡也會崇拜神靈，如葬禮。
崇拜神靈是一個讓人們聚在一起的機會。

#### 森林之神儀式
是種常見的儀式，在稻米收成時舉行，儀式的重要性表現在牲畜被用來獻祭上。收穫時，人們可以宰殺雞、豬、山羊，但豐收時最大的禮儀要求要宰殺水牛。
近幾十年來，許多的農業儀式已經慢慢消失。只有少數流行的大型節日依然存在。

#### 水牛犧牲儀式
陰曆的12月到隔年3月份之間，通常會與鄰近的民族一同舉辦，目的是要感謝土地、神明、守護村落的祖先及保護部落土地的長老們，儀式通常會舉行2至3天，多半會在公社集會所的中心舉行，並且架起柱子，整個儀式都圍繞在這組特別的柱子中舉行，這組柱子最中間是一個長約7至8公尺的竹子，上頭會有「神的臂膀」的圖騰裝飾，四周則有四根高於2公尺的木條支撐，上頭則是長約5至6公尺的竹子上頭裝飾著稻穗，麻族男女會圍繞這柱子跳舞、唱歌以及儀式的重頭戲殺水牛，殺完水牛後會將水牛頭放在柱子上作為獻祭，其餘的肉則跟著酒分給各家食用。

## 藝術與文學

### 紋身藝術
麻族的紋身藝術象徵的權力與地位，通常領導部落的長老手臂上才可以接受紋身。

### 樂器
中部高原的民族普遍有樂器，麻族的傳統樂器有弦琴、葫蘆喇叭、牛角號角、鑼等，也利用竹子做出不同樂器。麻族最有特色的是以竹與藤做的鼓，在麻族的儀式中常常會敲擊它

### 舞蹈
麻族男女在祭典上會以舞蹈以敬獻神靈，有搖擺舞、拍手舞、戰舞以及揹著鼓邊跳邊打的鼓舞。